# پل پرزین
کیارس، روستایی از توابع بخش مرکزی شهرستان گتوند (شمال شوشتر) در استان خوزستان ایران است. در نزدیکی روستای کیارس منطقهٔ تفریحی پل پرزین قرار دارد. این مکان تفریحی در واقع دره‌ای است که سرسبز و خنک و دارای آبشارها وبرکه‌هایی زیباو دیدنی ست. این مکان بخاطر هوای مطبوعش در گرمای طاقت فرسای خوزستان گردشگران بسیاری را جذب می‌کند. پل پرزین مرکز دهستان کیارس می‌باشد این روستا که تا سنوات قبل بصورت عشایری بود با تلاش‌ها و پیگیری‌های فردی بنام محمدعلی نجفی که از بزرگان و معتمدین محلی بوده و نیز همکاری اهالی از طریق اداره امور عشایر شهرستان ابتدا جاده پل پرزین کیارس تأسیس گردید سپس عشایر اسکان یافته و دارای امکانات رفاهی گردیدند.

## جمعیت
این روستا در دهستان کیارس قرار دارد و براساس سرشماری مرکز آمار ایران سرشماری عمومی نفوس و مسکن ۱۳۹۵ جمعیت بالغ بر ۳۹۸ نفر می‌باشد.